# Giancarlo Perego
Giancarlo Perego (* 25. listopadu 1960 Vailate) je italský římskokatolický duchovní a arcibiskup Ferrary-Comacchio.

## Život
Narodil se 25. listopadu 1960 ve Vailate.
Vstoupil do kněžského semináře v Cremoně. Po teologickém studiu byl 23. června 1984 biskupem Enricem Assi vysvěcen na kněze a inkardinován do diecéze Cremona. Stal se farním vikářem farnosti sv. Josefa v Cremoně. Do roku 1992 byl spolupracovníkem biskupa Assiho a následně sekretářem biskupa Giulia Nicolini.
Roku 1994 získal licenciát z dogmatické teologie a o dva roky později doktorát na Papežské univerzitě Gregoriana. Byl profesorem patristiky a dogmatické teologie v semináři, vyučoval též na Katolické univerzitě Nejsvětějšího Srdce.
Zastával funkci ředitele charity a v Caritas Italiana měl na starost národní oblast. Dne 30. dubna 2009 mu byl udělen titul Kaplan Jeho Svatosti. Od 1. prosince 2009 byl generálním ředitelem Fondazione Migrantes a později se stal poradcem Papežské rady pro pastoraci migrantů a lidí mimo domov.
Dne 15. února 2017 jej papež František jmenoval arcibiskupem Ferrary-Comacchio. Biskupské svěcení přijal 6. května z rukou biskupa Antonia Napolioni a spolusvětiteli byli arcibiskup Luigi Negri a biskup Guerino Di Tora.